# 普里亚兰萨德尔维耶尔索
普里亚兰萨德尔维耶尔索，是西班牙卡斯蒂利亚-莱昂莱昂省的一个市镇。 总面积34平方公里，总人口920人（001年），人口密度27人/平方公里。